# Sint-Margarethakerk (Grembergen)

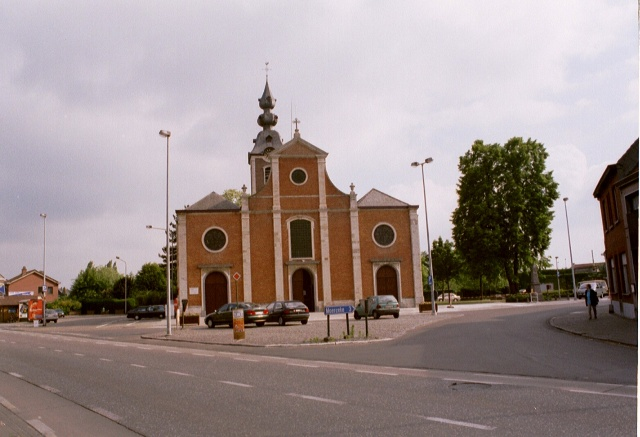
Sint-Margarethakerk

De Sint-Margarethakerk is de parochiekerk van de tot de Oost-Vlaamse gemeente Dendermonde behorende plaats Grembergen, gelegen aan de Dokter Haekstraat.

## Geschiedenis
De parochie van Grembergen was aanvankelijk ondergeschikt aan die van Zele, welke door Karel de Grote, tussen 802 en 805, geschonken werd aan de Abdij van Werden.
Omstreeks 1100 werd te Grembergen een kerk gebouwd in de wijk Zand, nabij Dendermonde. Aanvankelijk was het een filiaalkerk van Zele, later werd Grembergen een zelfstandige parochie.
Einde 16e eeuw, tijdens de godsdiensttwisten, werd de kerk verwoest. In 1599 werd de herstelde kerk ingezegend. De oude kerk stond echter op een plaats die de verdediging van Dendermonde bemoeilijkte. De kerk werd echter pas gesloopt nadat in 1706 de stad Dendermonde, in het kader van de Spaanse Successieoorlog, beschoten werd door de troepen van Marlborough. In 1710 werd de kerk gesloopt. Een nieuwe kerk werd, deels met de materialen van de oude kerk, verder noordwaarts gebouwd. Het was een eenbeukige kerk met twee zijkapellen, gewijd aan Sint-Margaretha en Sint-Eligius.
In 1846 werden de zijkapellen gesloopt en vervangen door zijbeuken. Ook de voorgevel werd vernieuwd. In 1873 werd de toren verhoogd.

## Gebouw
Het betreft een driebeukig, naar het noorden georiënteerd kerkgebouw in neoclassicistische stijl. De voorgevel is een halsgevel met pilasters en bekroond met een driehoekig fronton. De toren is tegen het koor aangebouwd. De toren wordt bekroond door een helmdak waarboven zich een dubbele peervormige spits bevindt, het geheel bekleed met leien (in de volksmond: de peer, den appel en de hoed van Napoleon).

## Interieur
De kerk bezit diverse 17e- en 18e-eeuwse schilderijen. Een Mariabeeld is 18e-eeuws, verder zijn er veel 19e-eeuwse heiligenbeelden. Het hoofdaltaar heeft een tabernakel met een beeldengroep van 1734 (of 1743).
Het aan Sint-Eligius gewijde zuidelijk zijaltaar is een portiekaltaar van 1622. Het noordelijk zijaltaar, eveneens van 1622, is gewijd aan Onze-Lieve-Vrouw.
Het koorgestoelte is van 1738, de lambrisering van 1680, de communiebank van 1683. De preekstoel, van 1680, werd in 1849 in deze kerk geplaatst. Er zijn twee biechtstoelen van 1750.
Het orgel van omstreeks 1865 werd vervaardigd door de firma Vereecken.
Het 15e-eeuwse doopvont werd uitgevoerd in blauwe hardsteen.